# Long Away
Long Away är en singel av det brittiska rockbandet Queen, utgiven 1976 på albumet A Day at the Races. Låten är skriven av gitarristen Brian May och gavs ut som singel i USA, Kanada och Nya Zeeland den 7 juni 1977.

## Medverkande
- Brian May - sång och bakgrundssång, elgitarr
- Roger Taylor - trummor, bakgrundssång
- John Deacon - elbas